# 森崇
森 崇（もり しゅう、1936年 - ）は、日本の精神科医。

## 略歴
名古屋市生まれ。本名読み・たかし。1959年名古屋市立大学医学部卒業後、九州大学医学部心療内科医局に入局。1966年、福岡市の長尾病院が心療内科を開設するとのことで若者の診療の手がかりを得る。同時期、福岡家庭裁判所の医務官として勤務し、非行少年らの診療にあたる。その後、福岡教育大学体育科助教授、同保健管理センター教授を経て、北九州津屋崎病院副院長、青春期内科部長。2007年4月まで日本思春期学会副理事長、現在は名誉会員。

## 著書
- 『思春期内科』日本放送出版協会 (NHKブックス)1976
- 『青春期内科診療ノート』1987 講談社現代新書
- 『青春期心身症の理解と治療 1』学事出版 1987
- 『病んだ心は身体で訴える 青春期内科病棟の一日』日本放送出版協会 2003
- 『若者の心の病 青春期内科の現場から』高文研 2007